# 조지프 P. 케네디 주니어
조지프 패트릭 케네디 주니어(영어: Joseph Patrick Kennedy Jr., 1915년 7월 25일 ~ 1944년 8월 12일)는 미국의 해군 장교이다.

## 생애
미국 매사추세츠주 헐(Hull)에서 조지프 P. 케네디(Joseph P. Kennedy Sr.)와 로즈 케네디(Rose Kennedy) 부부의 장남으로 태어났으며 미국의 대통령을 역임한 존 F. 케네디(John F. Kennedy)의 형이기도 하다. 어린 시절에는 존 F. 케네디와 함께 매사추세츠주 브루클라인에 위치한 덱스터 학교(Dexter School)에 재학했다.
1933년에는 코네티컷주 월링퍼드에 위치한 초트 로즈메리 홀(Choate Rosemary Hall)을 졸업했고 1938년에는 매사추세츠주 케임브리지에 위치한 하버드 대학교를 졸업했다. 런던 정치경제대학교에서 정치학자 해럴드 래스키의 가르침을 받았고 나중에 하버드 법학대학원 과정을 이수하게 된다.
하버드 법학대학원에 재학 중이던 1941년 6월 24일에는 미국 해군 조종사 증원 과정에 참여했으며 1942년 5월 5일에는 해군 예비 소위로 임관되었다. 대서양, 카리브해에서 미국 해군 초계 항공 대대 요원으로 복무하면서 대잠 초계 임무를 수행했고 1943년 9월에는 영국에 주둔하고 있던 미국 해군 폭격기 중대 110 비행단에 배속되었다.
1943년부터 1944년까지 일어난 대잠수함전에서 컨살러데이티드 B-24 리버레이터 조종사로 참전했으며 1944년 7월 1일에는 해군 대위로 임관되었다. 1944년 7월 23일에는 윌퍼드 존 윌리(Wilford John Willy) 대위와 함께 해군의 군사 작전을 구상했다. 1944년에는 미국 공군의 아프로디테 작전(Operation Aphrodite), 미국 해군의 모루 작전(Operation Anvil)에 참여했다.
케네디와 윌리는 화약이 가득 실린 무인 폭격기를 조종하여 이륙한 다음에 폭격기를 무인 조종으로 전환해서 낙하산을 이용해서 탈출한다는 계획을 갖고 있었지만 1944년 8월 12일에 영국 서퍽주 블리스버러(Blythburgh) 마을 인근에서 일어난 폭격기 폭발 사고로 인해 전사당하고 만다. 케네디와 윌리는 미국 정부로부터 해군 십자장, 에어 메달, 퍼플 하트 훈장을 추서받았다.

## 같이 보기
- 케네디가의 저주
- 케네디가